# Miliaresion

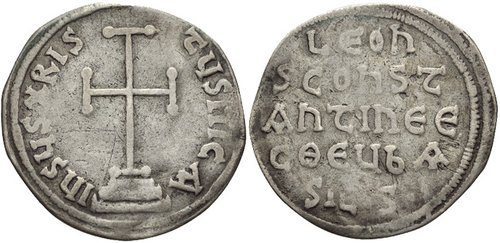
Ejemplo de la primera miliaresia, acuñada por León III para celebrar la coronación de su hijo, Constantino V, como coemperador. Nótese la falta de cualquier imagen excepto la cruz.

Miliaresion (en griego: μιλιαρήσιον, del latín: miliarensis) fue el término utilizado para denominar una serie de monedas de plata bizantinas. En su sentido más específico, se refiere a un tipo de moneda de plata utilizada entre los siglos VIII-XI.

## Historia
Originalmente, el nombre se le dio a una serie de monedas de plata emitidas en el siglo IV que eran el equivalente de 1000 nummi. Posteriormente y hasta el siglo VII, los bizantinos no usaron monedas de plata. En el siglo VII, se denominó miliaresion a las monedas tipo hexagrama y alrededor del 720 para un nuevo tipo, más grande y más delgado que el hexagrama, instituido por el emperador bizantino León III.
Este último tipo, para el cual generalmente se conserva el término miliaresion entre numismáticos, aparentemente fue acuñado con un peso inicial de alrededor de 2,27 gramos, aunque en el período Macedonio aumentó a 3,03 gramos. Durante el primer siglo de su emisión, parece que se emitieron únicamente con fines ceremoniales con motivo del nombramiento de un coemperador y por  tanto siempre cuentan con los nombres de dos emperadores bizantinos. A partir del reinado del emperador Teófilo, el miliaresion se utilizó de forma regular. Las monedas fueron inspiradas en el dírham islámico de plata contemporáneo y al igual que él, inicialmente no tenían representaciones humanas, luciendo en su lugar los nombres y títulos del emperador o emperadores bizantinos en el reverso y una cruz en el anverso. En el siglo X, el emperador Alejandro introdujo un busto de Cristo en el anverso y Romano I añadió un busto imperial en el centro de la cruz. Este proceso culminó en el siglo XI, cuando comenzaron a aparecer en las monedas imágenes de emperadores, Cristo y la Virgen María.
En el siglo XI comenzaron a acuñarse fracciones de 2⁄3 y 1⁄3 de miliaresion, pero el colapso financiero y militar de los años 1070 – 1080 afectó su calidad. Se descontinuaron después de 1092, excepto como unidad de cuenta equivalente a 1⁄12 de nomisma. Bajo el dominio de los Comneno, fue substituido inicialmente por una moneda de muy bajo grado acuñada en vellón, inicialmente tasada en un cuarto de miliaresion, pero luego muy devaluada. El miliaresion fue restablecido esencialmente en la forma del basilikon, emitido alrededor de 1300 en adelante.
El nombre también pasó a otros idiomas de Europa occidental, donde milliarès fue utilizado para varios tipos de monedas de plata musulmanas.